# Are You Shpongled?
Are You Shpongled? è il primo album in studio del gruppo musicale britannico Shpongle, pubblicato nel 1998.

## Tracce
1. Shpongle Falls – 8:33
2. Monster Hit – 8:57
3. Vapour Rumours – 10:26
4. Shpongle Spores – 7:16
5. Behind Closed Eyelids – 12:29
6. Divine Moments of Truth – 10:20
7. ...And The Day Turned To Night – 19:57